# Freziera conocarpa
Freziera conocarpa är en tvåhjärtbladig växtart som först beskrevs av Otto Christian Schmidt, och fick sitt nu gällande namn av Clarence Emmeren Kobuski. Freziera conocarpa ingår i släktet Freziera och familjen Pentaphylacaceae. Inga underarter finns listade i Catalogue of Life.